# 宗族冲突
宗族冲突（宗族械斗）由于宗族之间矛盾引发的一种冲突。在中国，宗族冲突多表现为局部地区，多在村与村之间、几个村之间，表现为不同姓氏宗族之间的对立。宗族冲突可能导致械斗和造成流血事件，参与者人口可能数十人到几万人。宗族矛盾多发生于姓氏结构比较单一，宗族人口集中居住的边远地区。发动宗族冲突时，各宗族也多有自己的习惯，如要求一致对外，抚恤伤残者，供养死者亲属，惩办退缩者等等。
引发冲突的原因有荣誉、游戏或利益等因素，如游戏娱乐之类的元宵观灯、端午赛龙舟，祭祀活动如争坟山、清明祭祖，利益纠纷如争土地、截水流等公共资源等等。宗族冲突源于根深柢固的宗派思想，极小的事件可能引发宗族之间的冲突，如一个家庭内部婆媳关系的矛盾、不同姓氏的家庭与家庭之间的矛盾均可引发宗族之间的冲突。
发生地各省均存在，多为南方地区，尤其以汉族为主的湖南、湖北、广东、福建、江西、浙江、江苏等地，其中湖南更为突出，湖南主要集中于邵阳、郴州、衡阳和娄底辖域。

## 温州的宗族械斗
温州的宗族械斗主要集中在鳌江南岸的江南垟，包括龙港、宜山、钱库、金乡四地，最早可考的宗族械斗发生于同治十年（1871年）。太平天国战争爆发后，清政府鼓励地方兴办团练，江南垟在金钱会的威胁下自发组织以杨姓为首领的团练，各大宗族纷纷效仿建立了自己的武装，战争结束后杨氏所在的鉴后垟很快与章良村章氏爆发械斗，双方对峙长达18年，此后械斗之风一直延续到1949年。1949年后政府通过大规模政治运动有效打击了械斗风气，但文革爆发后城镇政治组织彻底瘫痪，当时陈氏和杨氏为当地两大姓氏，其余姓氏多为陈杨亲家相好，于是农村自发组织形成了以陈姓为首的“江南地区和平防守联合会”和以杨氏为首的“自卫联合同盟会”，两派从1967年开始武斗，期间洗劫军用仓库并使用现代化武器。改革开放以来，虽然当地经济社会有了长足发展，但械斗之风仍屡禁不止，法院抓捕械斗领袖时甚至出现过劫法场的情形，仅1992年的一次械斗双方就动员了23村2000多人。根据统计，自1967年至1991年间苍南县发生械斗超过1000多起，七成以上发生在文革时期。

## 潮汕的宗族械斗
广东省揭阳市榕城区槎桥村、高美村属潮汕地区，其中槎桥村是以杨家为主的1.2万人的大村，高美村则以黄家为主；两村历史上疑似因为水源和土地争夺而结下仇怨、械斗最激烈时曾使用火炮，且数百年来均未能得到调解。此类情况在潮汕地区较为普遍。
两个村子长期极少通婚。但在改革开放后，伴随着城市化、经济协作，周边各世仇村镇相继和解；槎桥村和高美村最终在2023年国庆节当天宣布和解，结束了两村几百年的械斗历史。